# James Sands
Pour les articles homonymes, voir Sands.
James Sands, né le 6 juillet 2000 à Rye, New York aux États-Unis, est un joueur international américain de soccer qui joue au poste de milieu défensif au FC St. Pauli, en prêt du New York City FC.

## Biographie

### Formation et premiers succès au New York City FC
Né à Rye, New York aux États-Unis, James Sands est formé au New York Soccer Club avant de rejoindre le New York City FC en 2015. Intégré à l'académie du club, il devient le premier Homegrown Player du New York City FC, il signe son premier contrat professionnel le 27 juin 2017. Sands joue son premier match en professionnel le 17 septembre 2017, lors de la rencontre de MLS entre son équipe et les Rapids du Colorado. Il entre en jeu à la place de la légende Andrea Pirlo à la 67e minute de jeu et le New York City FC fait match nul (1-1). Durant cette période il est notamment coaché par Patrick Vieira, qui est celui qui lui donne sa chance en professionnel.
En 2018, il est prêté à Louisville City, où il ne joue que trois rencontres. Par la suite, il fera son retour au New York City FC où il arrivera à s'imposer.
Sands joue son premier match de Ligue des champions de la CONCACAF le 21 février 2020, contre l'AD San Carlos au cours de laquelle il est titularisé et son équipe s'impose par cinq buts à trois.
Lors de la saison 2021, il participe à trente-et-une rencontres de son équipe qui remporte la Coupe MLS le 11 décembre, Sands étant titulaire lors de la finale du championnat.

### Prêt aux Glasgow Rangers
Le 5 janvier 2022, lors du mercato hivernal, James Sands est prêté pour dix-huit mois (avec option d'achat) au Glasgow Rangers en Premiership,. Dès le 18 janvier, il joue son premier match sous ses nouvelles couleurs face à Aberdeen (1-1). Avec les Rangers, il termine vice-champion d'Écosse et atteint la finale de la Ligue Europa perdue face à l'Eintracht Francfort le 18 mai 2022,.
Au cours de la saison 2022-2023, James Sands ne s'impose pas comme titulaire mais participe néanmoins à vingt-huit rencontres, dont neuf lors de la campagne 2022-2023 de la Ligue des champions dont les Rangers sont éliminés lors de la phase de groupes. Il est néanmoins rappelé de son prêt par le New York City FC le 1er mars 2023 alors que l'entente d'origine prévoyait son retour aux États-Unis à la fin du mois de juin 2023.

### Retour au New York City FC
Quelques jours après le lancement de la saison 2023 de Major League Soccer, James Sands est donc rappelé de son prêt par le New York City FC qui compte sur lui dès le début de ce nouvel exercice. La franchise annonce le même jour la prolongation de son contrat jusqu'au terme de la saison 2027.

### En sélection
Avec les moins de 17 ans, il participe au championnat de la CONCACAF des moins de 17 ans en 2017. Les joueurs américains s'inclinent en finale face au Mexique aux tirs au but, bien que Sands réussit son tir. James Sands est par ailleurs nommé dans l'équipe type du tournoi.
Le 1er juillet 2021, Sands est retenu dans la liste des vingt-trois joueurs américains sélectionnés par Gregg Berhalter pour disputer la Gold Cup 2021,. Il honore sa première sélection durant cette compétition, le 12 juillet 2021 contre Haïti. Il entre en jeu et son équipe l'emporte par un but à zéro.

## Statistiques
| Saison                | Club                      | Championnat           | Championnat | Championnat | Coupe nationale | Coupe nationale | Coupe de la Ligue | Coupe de la Ligue | Compétition(s) continentale(s) | Compétition(s) continentale(s) | Compétition(s) continentale(s) | Séries | Séries | États-Unis | États-Unis | Total | Total |
| Saison                | Club                      | Division              | M.          | B.          | M.              | B.              | M.                | B.                | Comp.                          | M.                             | B.                             | M.     | B.     | M.         | B.         | M.    | B.    |
| 2017                  | New York City FC          | MLS                   | 1           | 0           | -               | -               | -                 | -                 | -                              | -                              | -                              | -      | -      | -          | -          | 1     | 0     |
| 2018                  | New York City FC          | MLS                   | 3           | 0           | 1               | 0               | -                 | -                 | -                              | -                              | -                              | -      | -      | -          | -          | 4     | 0     |
| 2019                  | New York City FC          | MLS                   | 19          | 0           | -               | -               | -                 | -                 | -                              | -                              | -                              | -      | -      | -          | -          | 19    | 0     |
| 2020                  | New York City FC          | MLS                   | 16          | 0           | -               | -               | -                 | -                 | LCC                            | 3                              | 0                              | 2+0    | 0      | -          | -          | 21    | 0     |
| 2021                  | New York City FC          | MLS                   | 26          | 0           | -               | -               | -                 | -                 | LCup                           | 1                              | 0                              | 4      | 0      | 7          | 0          | 38    | 0     |
| 2023                  | New York City FC          | MLS                   | 26          | 0           | 1               | 0               | -                 | -                 | LCup                           | 2                              | 0                              | -      | -      | 5          | 0          | 34    | 0     |
| 2024                  | New York City FC          | MLS                   | 29          | 1           | -               | -               | -                 | -                 | LCup                           | 5                              | 0                              | 4      | 0      | -          | -          | 38    | 1     |
| Sous-total            | Sous-total                | Sous-total            | 120         | 1           | 2               | 0               | 0                 | 0                 | -                              | 11                             | 0                              | 10     | 0      | 12         | 0          | 155   | 1     |
| 2018                  | Louisville City FC (prêt) | USL                   | 3           | 0           | -               | -               | -                 | -                 | -                              | -                              | -                              | -      | -      | -          | -          | 3     | 0     |
| 2021-2022             | Rangers FC (prêt)         | Premiership           | 7           | 0           | 2               | 0               | -                 | -                 | C3                             | 4                              | 0                              | -      | -      | -          | -          | 13    | 0     |
| 2022-2023             | Rangers FC (prêt)         | Premiership           | 17          | 0           | 1               | 1               | 1                 | 0                 | C1                             | 9                              | 0                              | -      | -      | 1          | 0          | 29    | 1     |
| 2024-2025             | FC St. Pauli (prêt)       | Bundesliga            | -           | -           | -               | -               | -                 | -                 | -                              | -                              | -                              | -      | -      | -          | -          | 0     | 0     |
| Sous-total            | Sous-total                | Sous-total            | 27          | 0           | 3               | 1               | 1                 | 0                 | -                              | 13                             | 0                              | 0      | 0      | 1          | 0          | 45    | 1     |
| Total sur la carrière | Total sur la carrière     | Total sur la carrière | 147         | 1           | 5               | 1               | 1                 | 0                 | -                              | 24                             | 0                              | 10     | 0      | 13         | 0          | 200   | 2     |

## Palmarès

### En club
New York City FC
- Vainqueur de la Coupe de la Major League Soccer en 2021
- Vainqueur de la Conférence Est de la MLS en 2021

 Rangers FC
- Vainqueur de la Coupe d'Écosse en 2022
- Finaliste de la Ligue Europa en 2022
- Vice-champion d'Écosse en 2022 et 2023

### En sélection
États-Unis -17 ans
- Finaliste du championnat de la CONCACAF des moins de 17 ans en 2019

 États-Unis
- Vainqueur de la Gold Cup en 2021